# George Gower

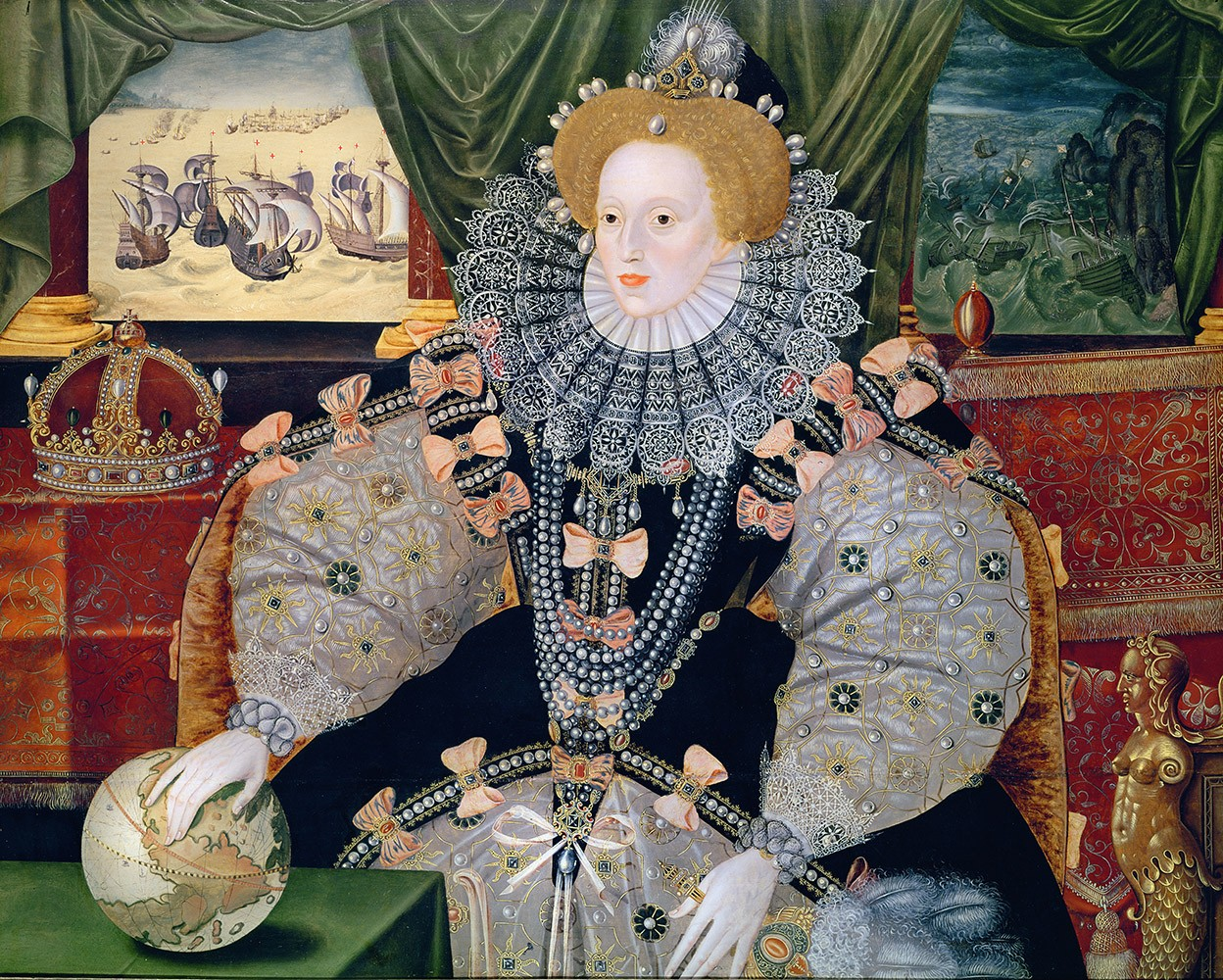
Armadaporträttet av drottning Elisabeth I av George Gower från 1588

George Gower, född 1540, död 1596, var en brittisk konstnär som var hovmålare åt drottning Elisabeth I.